# Lunca Mureșului (Alba)
Lunca Mureșului (in ungherese Székelykocsárd) è un comune della Romania di 2 510 abitanti, ubicato nel distretto di Alba, nella regione storica della Transilvania.
Il comune è formato da un insieme di 2 villaggi: Gura Arieșului e Lunca Mureșului.
Il monumento più importante di Lunca Mureşului è un santuario in legno, denominato Pogorârea Sf. Spirit, costruito nel 1723, con decorazioni pittoriche interne del 1810.